# Grad Ostri vrh
 Grad Ostri vrh  (nemško Osterberg), tudi grad Sostro oz. stari grad, je bil srednjeveški grad, zgrajen v 12. stoletju, ki je stal na Kašeljskem hribu zahodno nad grapo potoka Besnice pri Podgradu (nad sotočjem Ljubljanice v Savo). Prepuščen v razvaline je bil že v drugi polovici 17. stoletja.  Danes je ohranjenih le še nekaj razvalin.
Do ostankov vodi Ostrovrharjeva pohodna pot, poimenovana po slavnem vitezu Ostrovrharju, omenjenem v Turjaški Rozamundi.

## Zgodovina

### Grad Ostri vrh pod Spanheimi in Goriško-Tirolskimi grofi
Grad Ostri vrh  so do sredine 12. stoletja zgradili Spanheimi na vzhodnem robu svoje ljubljanske posesti in sicer kot t. i. stolpast grad. Grad se v pisnih virih prvič omenja leta 1256 kot »castrum in Carniola Osterberch« v delilnem pismu, po katerem je pripadel Filipu Spanheimu, oglejskemu patriarhu in salzburškemu nadškofu, bratu tedanjega koroškega vojvode Ulrika III.. Na gradu in gospostvu so gospodarili spanheimski ministeriali vitezi Osterbergi – v letu 1260 neki Henrik. Že Spanheimi so verjetno sredi 13. stoletja prvotni grad (stari grad) opustili in nekoliko nižje, kjer je najprej stal obrambni stolp zgradili nov grad.  
Grad je torej pripadal najprej rodbini Spanheimov, z njega so nadzirali tudi sotočje Ljubljanice in Save ter tovorno pot v Zasavje.  Po njihovem izumrtju je leta 1279 grad pripadel goriško-tirolskim grofom, za njimi pa leta 1335 Habsburžanom. Upravljali so ga ministeriali Osterbergerji: Drechsel in Kuno (1282), Rutlib (1300), brata Walchil in Zenobij (1319). Lastniško  je bilo takrat osterberško gospostvo že precej razdrobljeno in je pripadalo več rodbinam spanheimskega in goriško-tirolskega porekla ter deželnemu knezu. V  prvi polovici 14. stoletja so v težkih gospodarskih in političnih razmerah lastniki svoje deleže zapovrstjo prodali. Leta 1338 je Ulrik Jeterbenški (Hertenberg) svoj del prodal nečaku Nikolaju, ki je imel tudi delež po očetu Otonu. Ta ga je že naslednje leto del prodal Nikolaju Sommereckerju starejšemu iz Zapric pri Kamniku, del pa leta 1342 svojemu stricu Nikolaju Reynmanu z Bleda. Delež, ki je tedaj pripadal deželnemu knezu, je leta 1340 dobil v fevd Seifrid Šentpetrčan, svoj del pa je imel tudi Henrik z Gradenika. Vsi skupaj so leta 1348 grad s posestjo prodali Ortolfu Poumeku iz Ljubljane. Lahko, da je bil poškodovan v hudem potresu istega leta oz. slabo oskrbovan zaradi hude kuge in zdesetkanega prebivalstva. Poumek je leta 1360 tretjino gradu prodal Nikolaju Sommereckerju mlajšemu, drugi dve pa njegovemu tastu Viljemu Gallenbergu, ki je naslednje leto odkupil še svakov del.

### Ostri vrh pod Gallenbergi
Po letu 1360 je celotno gospostvo dobrih dvesto let, do leta 1567, posedovala stranska veja Gallenbergov, ene od vplivnejših družin tistega časa na Kranjskem. Izvirajo iz Gallov, andeških ministerialov z gradu Gamberk (Gallenberg) nad Zagorjem, še pred nakupom Ostrega vrha (Osterberga) pa so se ustalili v Mekinjah pri Kamniku. Grad Ostri vrh je bil v njihovem času že prostoren, imel je kapelo sv. Jude, kasneje celo dve (še kapelo Naše ljube gospe). Ne gre izključiti, da sta na njem sočasno prebivali dve družini. Ta veja se je odslej naslavljala kot "Gallenbergi z Osterberga".  
Najstarejše gallenberške listine iz 13. - 15. stoletja sta predstavila Brunner in Otorepec. Večina se jih nanaša na glavno deblo rodovine v Mekinjah, nekaj pa tudi na Osterberg.  Viljem, ki je leta 1360 kupil Ostri vrh, je imel dva sina in več hčera. Starejši sin Nikel je po očetovi smrti leta 1366 prevzel Mekinje, mlajši, Jurij, pa Šenkov turn nad Vodicami, ki so ga kupili še pred Ostrim vrhom. Glede na listino z dne 28. 9. 1372 (hrani ARS) je verjetno že Viljem kmalu po nakupu gospostva del ostrovrške posesti v Podgradu zastavil in izgubil, saj sta jo njegovemu sinu Niklu tega dne nazaj prodala brata Jurij in Nikel Kamniška (Stein). Hči Margareta se je poročila z delnim lastnikom Ostrega vrha Nikolajem Summereckerjem ml. Kot gallenberški Osterbergerji se leta 1386 nazivajo mlajši trije Nikljevi sinovi Gilg, Viljem in Albreht; najstarejši sin Seifrid pa je dedoval domače gospostvo. Lahko da so bratje posest vsaj nekaj časa skupaj upravljali. Najmlajši od njih, Albreht, pa je lahko istoveten z Albertom, ki ga na Ostrem vrhu leta 1411 navaja Schönleben. 
Po obdobju treh bratov je na Ostrem vrhu v začetku 15. stoletja verjetno nastopila rodbinska kriza, in grad je prešel nazaj na Mekinjčane. Leta 1417 sta ga imela Seifridova vdova Ana in sin Viljem, ki sta tedaj kupila gospostvo Mala Loka pri Ihanu in se očitno tja tudi odselila.   Leta 1423 je Nikolaj Gallenberg, verjetno Seifridov starejši sin, izpraznjeni grad Ostri vrh s petimi kmetijami in dvema mlinoma prodal Janezu Hohenwartu.  Ta je moral na gradu res stanovati, saj je bil prvi svojega rodu na Kranjskem. Listina iz leta 1434 omenja Elizabeto, hčer pokojnega Janeza Osterbergerja (Hohenwarta).  Schönleben kot lastnika Ostrega vrha po letu 1440 navaja Nikolaja (verjetno gre za istega kot zgoraj), torej so Gallenbergi po Janezovi smrti okoli leta 1434 gospostvo spet pridobili.  
Kot navaja Smoletova, je v začetku 16. stoletja gospostvo imel Viljem III.. Viljem je imel z ženo iz rodbine Lambergov štiri otroke: Gašperja, Janeza, Konrada in Uršulo. Gašper se v virih aktivno ne pojavlja, gospostvo je po Viljemovi smrti (pred 1518) vodil Janez, ki je umrl leta 1535.  Matija, Janezov sin in nosilec rodu na Ostrem vrhu, je umrl pred letom 1553, skrbniki njegovega mladoletnega sina Jurija pa so bili sorodniki Raspi in Hagni. Četrti sin Aleksander naj bi v ravnini preko Save v Dolu leta 1540 postavil svoj dvorec (Lustthal). Tega je (skupaj s svojim osterberškim deležem, ki naj bi ga imel že od leta 1518), v oporoki leta 1548 zapustil nečakoma po sestri Uršuli, poročeni z deželnim oskrbnikom Pavlom Raspom, Viljemu in Sigfridu. Na Ostrem vrhu naj bi Janezu sledil sin Jurij, ki pa je 1. februarja 1562 padel pri Bihaču v boju s Turki. Bil je samski in zadnji moški potomec svojega imena, zato je z njim osterberška veja Gallenbergov izumrla. Za njegovo dediščino se je vnel spor med njegovima sestrama  Agnezo, poročeno Hagen, in Felicito, poročeno Merklinz, ter potomci Uršule Rasp, ki so že bili  lastniki dela Ostrega vrha. Spor je bil poravnan z delilno pogodbo leta 1567, po kateri je Feliciti, Agnezi in Raspom pripadla po ena tretjina imetja. 
Po smrti Jurija pl. Gallenberga je opuščen grad hitro propadel. Plemiči Raspi z Dola so ga posedovali do leta 1688, potem pa do 19. stoletja dolski Erbergi. Leta 1789 je Jožef Kalasanc Erberg ruševine podrl in na njih pozidal vilo. Kasneje je grad prehajal iz rok v roke, nekaj časa je bil v lasti Franca Povšeta in nato podgrajskih tovarnarjev zakoncev Kansky.  V virih najdemo tudi izraze "Povšetov grad" in "Novi grad". Jožef Kalasanc Erberg je od ostankov nekdanjega gradu ohranil le vzhodni zunanji zid, visok približno 10 metrov in prav toliko dolg. K njemu je iz grajskih ruševin prizidal enonadstropno renesančno vilo s slemenom, naslonjenim na stari zid. Vila je imela rdečo fasado, zato je dobila ljudsko ime Rdeči grad. Ruševine starega gradu - ostanki zidov, visoki do 4m, so iz grobo obtesanega peščenjaka iz kamnoloma tik nad Besnico pod gradom. V tem kamnolomu so klesali tudi mlinske kamne.

## Zanimivosti – izvor in pomen imena
Valvasor je izpeljal slovensko ime za Osterberg kar iz imena vasi Sostro, ki sicer ni tako blizu. V svoji razlagi enači lego vasi Sostro z vasjo Podgrad, ki je res v neposredni bližini obeh gradov, to je ob vznožju Kašeljskega hriba. Pojasnjuje, da se je hrib imenoval Sosterberg, iz česar naj bi nastalo ime Osterberg. Vendar pa se ime Sosterberg za hrib nikjer v virih ne omenja.
Drugo teorijo nastanka imena Osterberg je postavil Pettauer, ki meni, da je ime nastalo po že obstoječem ledinskem imenu Ostri vrh, v domači fonetiki Oster verh. Germanski priseljenci naj bi ime obrnili po svoje v Osterberg. Dejstvo je, da se relief ujema z imenom - Stari grad res stoji na dokaj priostrenem vrhu.
Kos in Otorepec podpirata razlago nastanka imena s sestavljanjem germanskih besed: stare nemške prepone oster (s pomenom vzhodni) in besede berg oz. njene sopomenke burg (grad). Skupaj torej Osterberg ali Vzhodni grad, podprto z dejstvom, da je grad Osterberg res predstavljal vzhodni mejnik posesti Spanheimov.